# Figura (lingvistika)
Figura (či neznak) je minimální neznaková jazyková jednotka, která na rozdíl od jednotek znakových nenese žádný význam a nespojuje označovaného s označujícím. Její funkcí je budovat a navzájem odlišovat jednotky znakové. Na základě několika desítek figur může vznikat neomezené množství znakových jednotek, což je význačná vlastnost jazyků. Uživatelé jazyka mohou ze znaků složených z těchto figur vytvořit neomezený počet dosud neexistujících textů, kterým jsou následně schopni porozumět i v případě, že se s nimi dosud nesetkali.
Figurami jsou např. jednotlivé hlásky, jejichž skládáním a vyměňováním vznikají znaky, které nesou význam.